# Eberhard Sonnabend
Eberhard Sonnabend (* 22. Januar 1923 in Bochum; † 15. April 2011) war ein deutscher Zahnmediziner.

## Werdegang
Sonnabend war ab 1960 Leiter der Abteilung für konservierende Zahnheilkunde der Universitätsmedizin Göttingen. 1969 folgte er einem Ruf auf eine Professur als Direktor der Poliklinik für Zahnerhaltung und Parodontologie an der Ludwig-Maximilians-Universität München. Als Vertreter der bayerischen Hochschulen gehörte er lange Jahre dem Vorstand der Bayerischen Landeszahnärztekammer an.  Als Mitbegründer und langjähriger Vorsitzender der Arbeitsgemeinschaft für Röntgenologie in der Deutschen Gesellschaft für Zahn-, Mund- und Kieferheilkunde (DGZMK) zählte Sonnabend zu den bekanntesten Vertretern dieses Faches in Deutschland. Er war viele Jahre einziges zahnärztliches Mitglied im Deutschen Normenausschuss Radiologie.

## Ehrungen
- Hermann-Euler-Medaille der Deutschen Gesellschaft für Zahn-, Mund- und Kieferheilkunde
- Ehrendoktor der Universität Breslau
- Ehrendoktor der Universität Lettlands in Riga